# Arnold Verstraelen
Arnold Verstraelen SVD (* 19. Juli 1882 in Sevenum; † 15. März 1932 in Nusa Tenggara Timur) war Apostolischer Vikar der Kleinen Sunda-Inseln.

## Leben
Arnold Verstraelen trat der Ordensgemeinschaft der Steyler Missionare bei und empfing am 24. Februar 1907 die Priesterweihe. Pius XI. ernannte ihn am 13. März 1922 zum Apostolischen Vikar der Kleinen Sunda-Inseln und Titularbischof von Myriophytos.
Die Bischofsweihe spendete ihm der Bischof von Roermond, Laurentius Josephus Antonius Hubertus Schrijnen, am 1. Oktober desselben Jahres; Mitkonsekratoren waren Pieter Adriaan Willem Hopmans, Bischof von Breda, und Arnold Frans Diepen, Bischof von ’s-Hertogenbosch.